# Flawed
Flawed este o melodie a cântăreței Delta Goodrem. Single-ul a fost lansat în 2006 în format digital, doar în Japonia, nereușind să intre în clasamentul oficial al țării.

## Clasamente
| Clasament (2006)     | Poziția Maximă |
| -------------------- | -------------- |
| Japan Download Chart | 1              |